# Psilogramma lifuense
Psilogramma lifuense är en fjärilsart som beskrevs av Rothschild 1903. Psilogramma lifuense ingår i släktet Psilogramma och familjen svärmare. Inga underarter finns listade.